# Donovan Léon
Donovan René Léon (Caiena, 3 de novembro de 1992) é um futebolista franco-guianense que atua como goleiro. Atualmente defende o Auxerre e a Seleção Franco-Guianense.

## Carreira em clubes
Revelado pelo CSC de Cayenne, Léon começou jogando como atacante antes de passar a atuar como goleiro. Ele, que também chegou a praticar ciclismo e voleibol, passou também pelo CSF Brétigny antes de chegar ao Auxerre em 2009.
Sua estreia profissional foi em agosto de 2011, na derrota por 3 a 1 para o Montpellier. Revezou entre as equipes principal e B do Auxerre até 2015, quando se transferiu sem custos para o Brest, tendo jogado mais vezes no time reserva (31 partidas) do que atuando no elenco principal (7 jogos). Em junho de 2020, Léon regressou ao Auxerre, atuando como titular na Ligue 2. Na temporada 2022–23, foi utilizado apenas 5 vezes pelo técnico Jean-Marc Furlan (2 jogos na Ligue 1 e 3 na Copa da França) e o AJA foi rebaixado novamente para a segunda divisão francesa, onde Léon recuperou a titularidade e ajudou o clube a conquistar o acesso à Ligue 1.

## Carreira internacional
A estreia de Léon pela seleção da Guiana Francesa foi em maio de 2014, na derrota por 1 a 0 frente ao Suriname, em amistoso disputado em Paramaribo.
Fez parte do elenco que disputou a Copa Ouro da CONCACAF de 2017, tendo atuado nas 3 partidas da equipe (foi capitão nos jogos contra Canadá e Costa Rica, entregando a braçadeira para Florent Malouda na partida contra Honduras), que caiu na primeira fase.

## Títulos
Auxerre
- Ligue 2: 2023–24[8]